# Ian Barford
Ian Barford (4 de septiembre de 1966) es un actor y dramaturgo estadounidense conocido por sus papeles en Camino a la perdición, El sueño de mi vida y U.S. Marshals.

## Biografía
Ian Barford nació en Bloomington, Indiana. Está graduado en la Universidad del Este de Illinois y ha estudiado drama en la Universidad Estatal de Illinois.
En 1988 trabajó para la Empresa de teatro de Steppenwolf, en Chicago, y desde 2007 hasta la actualidad es miembro de la misma. Fue nominado y ganador al Outer Circle Critics Award por su actuación en The Rises and Fall of Little Voice, en Broadway. En 1996 también fue ganador del premio al Artista más Prometedor del Teatro Nacional de Steppenwolf.
En 2012 fue nominado a Mejor Actor Secundario en la obra The March, en la misma empresa en la que trabaja. Trabajó en giras nacionales en la obra Picasso at the Laping Agile.
Hizo el papel original del Doctor Khassan Baiev en la adaptación de su autobiografía en Weston Playhouse.

## Filmografía
Ian Barford ha realizado un gran número de intervenciones en la televisión.

### Películas
| Cine | Cine                      | Cine                               | Cine |
| Año  | Película                  | Papel                              |      |
| ---- | ------------------------- | ---------------------------------- | ---- |
| 2015 | Devolver al remitente     | Gary Harland                       |      |
| 2014 | Catch Hell                | Mike                               |      |
| 2011 | The Last Rites of Joe May | Stanley Buczkowski                 |      |
| 2006 | Zoey 101: Spring Break-Up | Janitor Herb                       |      |
| 2004 | El sueño de mi vida       | Pete Hansen                        |      |
| 2002 | Camino a la perdición     | Secuaz de Rooney                   |      |
| 2000 | La torre del reloj        | Deputy                             |      |
| 2000 | Hellraiser: Inferno       | Policía 2# de la escena del crimen |      |
| 2000 | Tick-Tock                 |                                    |      |
| 1998 | U.S. Marshals             | Guía de Royce                      |      |

### Series de televisión
| Series de televisión | Series de televisión     | Series de televisión           | Series de televisión |
| Año                  | Serie                    | Papel                          |                      |
| -------------------- | ------------------------ | ------------------------------ | -------------------- |
| 2014                 | The Broadway.com Show    | Él mismo                       |                      |
| 2009                 | La bestia                | Agente especial Jonah Michaels |                      |
| 2006                 | Médium                   | Butcher                        |                      |
| 2005                 | Zoey 101                 | Janitor Herb / Mr. Cates       |                      |
| 2005                 | Terapia en familia       | Dana                           |                      |
| 2005                 | Jake in Progress         | Paparazzi                      |                      |
| 2005                 | Numb3rs                  | Mikey                          |                      |
| 2005                 | Days of Our Lives        | Guardia de seguridad           |                      |
| 2003                 | Sin rastro               | Michael Chambers               |                      |
| 2000                 | Doctoras de Philadelphia | Bill Moler                     |                      |
| 2000                 | Martial Law              | Mason Talbot                   |                      |

### Documentales
| Documentales | Documentales              | Documentales | Documentales |
| Año          | Documental                | Papel        |              |
| ------------ | ------------------------- | ------------ | ------------ |
| 2017         | Starring Austin Pendleton | Él mismo     |              |

## Premios y nominaciones

### Nominaciones
| Año  | Categoría              | Obra      | Resultado |
| ---- | ---------------------- | --------- | --------- |
| 2012 | Mejor Actor Secundario | The March | Nominado  |

### Premios
| Año  | Categoría                                                 | Resultado |
| ---- | --------------------------------------------------------- | --------- |
| 1996 | Artista más Prometedor del Teatro Nacional de Steppenwolf | Ganador   |

| Categoría                  | Obra                               | Resultado |
| -------------------------- | ---------------------------------- | --------- |
| Outer Circle Critics Award | The Rises and Fall of Little Voice | Ganador   |